# Miira no Kaikata
Miira no Kaikata (jap. ミイラの飼い方) ist eine Manga-Serie von Kakeru Utsugi, die seit 2014 in Japan erscheint. Sie wurde 2018 als Anime-Fernsehserie adaptiert, die international als How to keep a mummy veröffentlicht wird. Das Werk handelt vom Oberschüler Sora Kashiwagi, der eine winzige Mumie als Haustier hält und ist ins Genre Comedy einzuordnen.

## Inhalt
Der Oberschüler Sora Kashiwagi (柏木 空) lebt zusammen mit seiner Tante Kaede Kashiwagi (柏木 カエデ), sein Vater ist auf Reisen und schickt ihnen Andenken nach Hause, die sich oft als Unglücksbringer erweisen. So kommt es, dass Sora von seinem Vater einen Sarkophag mit einer ägyptischen Mumie darin erhält. Diese ist im Gegensatz zu ihrem Behälter jedoch winzig und so überwindet Sora rasch seine Angst vor ihr und nimmt sich dem selbst ängstlichen Wesen an. Er kümmert sich so gut er kann um die anhängliche kleine Mumie, füttert sie gemeinsam mit dem Hund Pocchi und spielt mit ihr. Da Mii (kurz für Miira), wie Sora die Mumie nennt, immer ausgetrocknet ist wenn er nach Hause kommt, nimmt er sie bald jeden Tag mit in die Schule.
Soras Mitschüler Tazuki Kamiya (神谷 他月) macht Mii zunächst durch seine Neugier Angst, doch auch er erwärmt sich bald für die niedliche Mumie. Genauso geht es Kaede, die den ganzen Tag zu Hause am Computer arbeitet. Mii versucht den beiden eine Hilfe im Haushalt zu sein, der meistens von Sora bewältigt werden muss, jedoch gelingt es ihm wegen seiner geringen Größe kaum. Und auch in der Schule macht er Sora und Tazuki immer wieder Sorgen. Zugleich läuft Tazuki ein kleiner Oni zu, den er zunächst immer wieder wegscheucht. Als kleines Kind hatte er kleine Fabelwesen erfolglos beschützt und will keine weiteren Enttäuschungen erleben. Dennoch bleibt er jede Nacht bei ihm, bis Tazuki ihn bei sich akzeptiert und Conny tauft.
Besonders vor ihrer Mitschülerin Asa Motegi (茂木 朝) können die beiden Freunde ihre fantastischen Begleiter kaum verbergen. Motegi begegnet bald selbst einem kleinen Drachen, vor dem sie erst Angst hat, weil sie sich vor Eidechsen ekelt. Doch mit Soras Eingreifen lernt sie, dass sie keine Angst haben muss und lernt den Drachen, den sie Isao nennt, bald lieben. Auch seinem Mitschüler Daichi Tachiaki (立秋 大地) muss Sora bald helfen: Der stets müde, mürrische und als gewalttätig berüchtigte Junge leidet an Alpträumen. Mit Soras Hilfe sucht ihn ein Baku auf, dass seine Alpträume frisst. Nun dank mit reichlich Schlaf gesegnet wird Diachi zu einem umgänglichen, freundlichen Jugendlichen und zum Vierten in der Freundesgruppe.
Um sie nicht immer in die Schule mitnehmen oder allein zu Hause lassen zu müssen, gehen die Vier täglich zu einem kleinen Tempel, wo sie ihre Fabelwesen in der Obhut der Gottheit lassen können. Die Wesen können den ganzen Tag miteinander spielen, was nicht immer ohne Zwischenfälle bleibt. Das Leben der Schüler wird durch ihre fantastischen Freunde abenteuerlicher und sie schließen enge Freundschaft, die sie noch nach Abschluss der Schule aufrechterhalten wollen. Durch ein weiteres Paket von Soras Vater kommt noch eine beseelte Anubisfigur dazu.

## Veröffentlichung
Die Serie erscheint seit 2014 über die Plattform und App Comico des Verlags Futabasha. Dieser brachte die Kapitel auch in bisher vier Sammelbänden heraus. Eine englische Fassung erscheint seit Juni 2016 online bei Crunchyroll.

## Anime-Adaption
Beim Studio Eight Bit entstand unter der Regie von Kaori eine Anime-Adaption des Mangas. Hauptautor war Deko Akao, das Charakterdesign stammt von Takahiro Kishida und die künstlerische Leitung lag bei Kei Ichikura. Die verantwortlichen Produzenten waren Atsushi Nasuda und Jun Nasuda.
Die 25 Minuten langen Folgen werden seit dem 12. Januar 2018 von TBS nach Mitternacht (und damit am vorigen Fernsehtag) in Japan ausgestrahlt, sowie je einige Tage später auch auf BS-TBS und TBS Channel 1, als auch je zwei Wochen später auf i-Television. Parallel erfolgt die Veröffentlichung international über die Plattform Crunchyroll, unter anderem mit deutschen und englischen Untertiteln.

### Synchronisation
| Rolle           | japanischer Sprecher (Seiyū) |
| --------------- | ---------------------------- |
| Sora Kashiwagi  | Mutsumi Tamura               |
| Kaede Kashiwagi | Ai Kayano                    |
| Asa Motegi      | Himika Akaneya               |
| Tazuki Kamiya   | Keisuke Kōmoto               |
| Taichi Tatsuaki | Seiichirō Yamashita          |

### Musik
Die Musik der Serie stammt von Kenichiro Suehiro und Mayuko. Der Vorspanntitel ist Fushigi na Tabi wa Tsuzuku no sa (不思議な旅はつづくのさ) von Tsuribitto und für den Abspann wurde das Lied Rosetta Stone von Iketeru Hearts verwendet.